# Alue Lhee
Alue Lhee is een bestuurslaag in het regentschap Aceh Barat van de provincie Atjeh, Indonesië. Alue Lhee telt 225 inwoners (volkstelling 2010).